# Punk espagnol
Le punk espagnol désigne la culture et le mouvement punk rock en Espagne. Le genre apparait à la fin des années 1970, entraîné par la montée du mouvement dans le monde anglophone et peu de temps après la mort du dictateur Francisco Franco. Les premiers groupes du genre, considérés comme des pionniers du punk espagnol, émergent à cette période et incluent entre autres La Banda Trapera del Río et Kaka de Luxe.

## Histoire

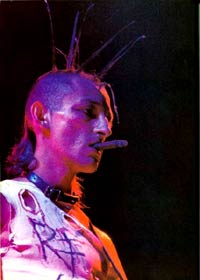
Enrique Sierra (Sir Henry), guitariste de Kaka de Luxe.

Le mouvement punk émerge en Espagne à la fin des années 1970, en parallèle à l'apogée de la première vague du punk américain et britannique en particulier. Son impact, cependant, sera plus progressif, émergeant dans des structures artistiques comme la littérature et la peinture et souvent hors des grands médias.
Initialement, une petite poignée de groupes et musiciens punk commence à apparaître au début des années 1980. Ces pionniers incluent Mortimer, Basura, Peligro, Almen TNT (Barcelone) et Ramoncín y W.C. (Madrid), dont le premier album est publié en 1978 ; mais surtout, La Banda del Río Trapera et Kaka de Luxe, qui seront les plus largement reconnus comme pionniers punk dans le pays. L'origine de ces deux groupes est très différente ; le premier est formé dans la banlieue ouvrière de Cornellà de Llobregat, à Barcelone, et le deuxième est formé par des étudiants de Madrid.

## Vidéographie
- (es) José A. Alonso et Alberto Bocos Oyarbide : No Acepto!!! 1980-1990: diez años de hardcore, punk, ira y caos (Música Autónoma/Producciones Zambombo, 2007).
- (es) Documentaire : Punkaren 25 Urteko Historia Bizia. Historia viva del Punk (Goiena-Hotsak, 2006).
- (es) Ángel L. Gómez : Morfi Grei. El Rey del Punk de España